# Stetten (Achstetten)
Stetten ist ein Ortsteil der Gemeinde Achstetten im Landkreis Biberach in Baden-Württemberg. Das Dorf liegt am Rand der Hochterrasse rechts des Rottals, circa eineinhalb Kilometer nördlich von Achstetten.

## Geschichte
Im Jahr 1181 wird der Ort erstmals erwähnt. Eine Burg war 1385 mindestens teilweise im Besitz der Herren von Freyberg. Diese verkauften 1385 die Hälfte daran an den Ulmer Bürger Peter Wagner, der 1386/87 das ganze Dorf an das Kloster Wiblingen veräußerte. Durch die Säkularisation des Klosters kam Bronnen 1803 an Bayern und 1806 an Württemberg, wo der Ort dem Oberamt Biberach und 1810 dem Oberamt Wiblingen unterstellt wurde.
Bei der Gemeindereform in Baden-Württemberg wurde die ehemals selbständige Gemeinde Stetten am 1. Januar 1975 in die Gemeinde Achstetten eingemeindet.

## Wappen
Wappenbeschreibung: „In Blau unter einem vierspeichigen, achtschaufligen silbernen Mühlrad ein silberner Fisch.“
Wappendeutung: „Das Mühlrad bezieht sich auf die Genossenschaftsmühle und auf ihr landwirtschaftliches Einzugsgebiet. Diese war früher das größte gewerbliche Unternehmen in der Gemeinde. Der Fisch in silber weist auf die zeitweilig bedeutende Fischerei und die zahlreichen Fischteiche an der Rot hin.“ (Text bei der Gemeinde Achstetten)

## Sehenswürdigkeiten

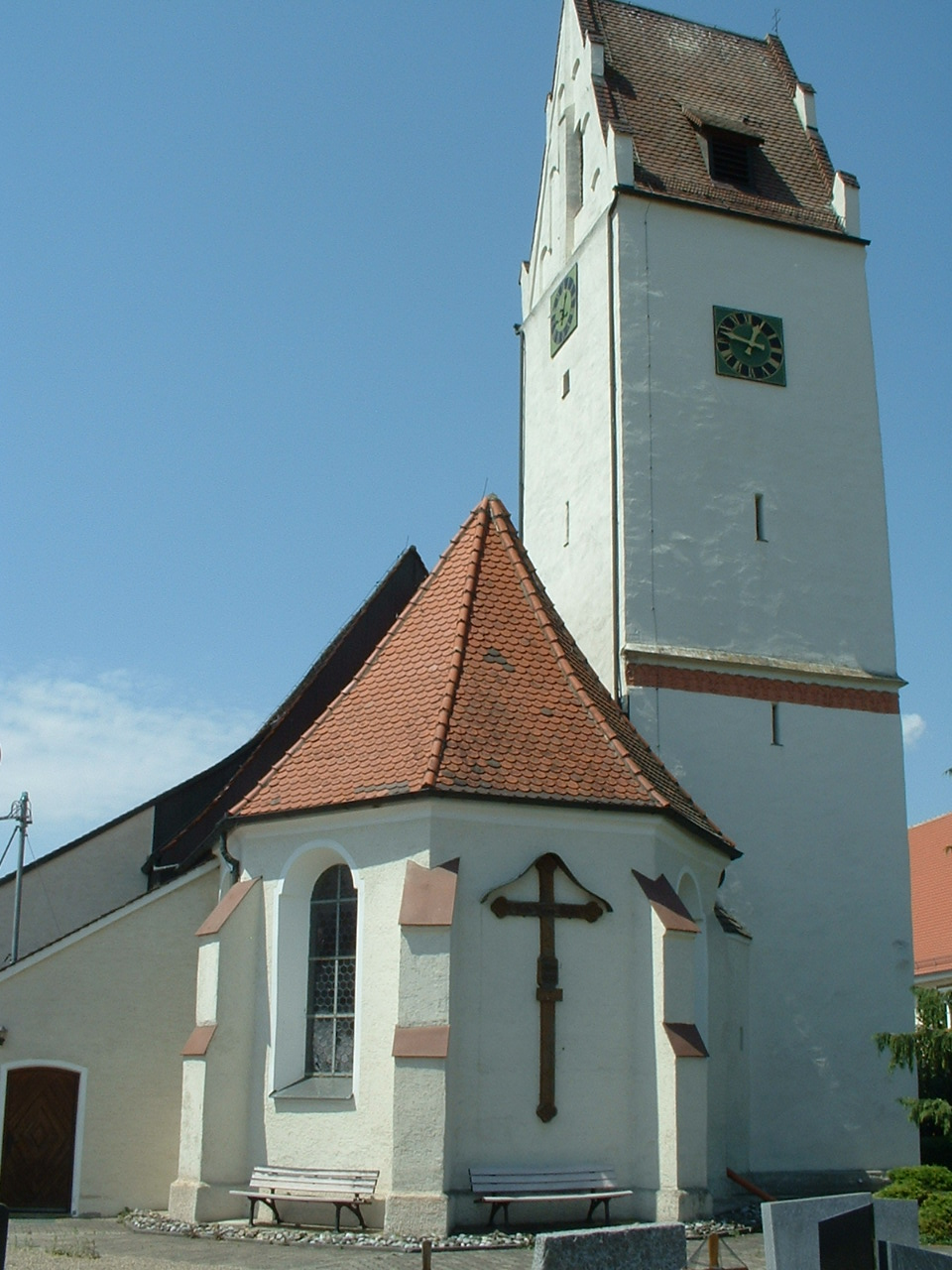
Katholische Pfarrkirche St Stephan

- denkmalgeschützte Katholische Pfarrkirche St. Stephanus, im Kern von 1555, Chor und Schiff um 1730 barockisiert[2]

## Verkehr
Westlich von Stetten verläuft die Bahnstrecke Ulm–Friedrichshafen.